# Kalle Stropp och Grodan Boll räddar Hönan
Kalle Stropp och Grodan Boll räddar Hönan är en svensk animerad kortfilm från 1987 regisserad av Jan Gissberg. Filmen handlar om karaktärerna med samma namn skapade av Thomas Funck som även gör alla röster.
Kortfilmen fick 1991 en uppföljare genom långfilmen Kalle Stropp och Grodan Boll på svindlande äventyr, även den i regi av Jan Gissberg.

## Handling
En dag blir Kalle Stropps och Grodan Bolls vän Hönan kidnappad av två skurkar vid namn Pudding och Karlsson. Kalle Stropp, som strax innan blivit inbjuden av Grodan Boll att delta i testkörningen av hans nya bil, som konstruerats av Plåt-Niklas och honom själv utifrån en gammal sko och en väl skakad läskflaska, tar upp jakten. Men starten är olycklig då deras andra vän Papegojan också blir kidnappad. Det visar sig i slutändan att kidnapparna inte är så ondskefulla som de trott, då de jobbar som magiker och råkade vara i behov av en höna till ett av deras nummer. Kalle Stropp och de andra fortsätter att jaga kidnapparna från luften, marken och på vattenskidor fram till den slutliga konfrontationen. Kanske de kan hitta ett annat trick.